# Колірний простір RGB

діаграма хроматичності 1931 CIE на якій показані деякі колірні простори RGB

Колірний простір RGB це один з багатьох аддитивних кольорових просторів на основі колірної моделі RGB.

## Зноски
1. ↑  colorimetric colour space (definition). France: International Commission on Illumination (CIE). Процитовано 8 жовтня 2023.
2. ↑  Pascale, Danny. A Review of RGB color spaces...from xyY to R'G'B' (PDF). Процитовано 20 жовтня 2021.